# 알무데나 페르난데스
알무데나 페르난데스(Almudena Fernández, 1977년 1월 1일 ~ )는 스페인의 모델이다.